# A Telegram kormányzati cenzúrája

A Telegram alkalmazást több ország is blokkolja, vagy blokkolta. 
Végül az időközben a francia állampolgárságot is megszerzett egyik Telegram alapítót, Pavel Durovot is "blokkolták" a francia hatóságok. 2024. augusztus 25-én a párizsi Le Bourget repülőtéren letartóztatták az akkorra már 900 millió felhasználót számláló üzenetküldő alkalmazás vezetőjét. A francia ügyészség azzal vádolta, hogy mivel nem hajlandó kiadni a titkosítási protokollt (MTProto), ezért lehetetlen a hatósági moderáció, melynek hiánya ahhoz vezetett, hogy a Telegram a globális kábítószer-kereskedelem, a kriptovaluta-forgalmazás, a terrorizmus és a pedofília ellenőrizhetetlen eszközeként szolgált.
A francia lépés világszerte felháborodást váltott ki, Tucker Carlson megjegyezte, hogy amit még Putyin sem mert megtenni a szólásszabadság megsértésének vádjától félve, azt egy nyugati ország, egy lelkes NATO-tag megtette. Elon Musk pedig azt írta, "Durov példája csak a kezdet, a szólás- és információs szabadságnak vége".

## Azerbajdzsán
2020. szeptember 27-től, a Hegyi-karabahi háború kitörését követően az azerbajdzsáni közlekedési, hírközlési és műszaki minisztérium ideiglenes korlátozásokat vezetett be a közösségi média használatára az országban. A Telegramot, a Facebookot, a WhatsAppot, a YouTube-ot, az Instagramot, a TikTokot, a LinkedInt, a Twittert, a Zoomot és a Skype-ot teljesen blokkolták. Számos más, nem kapcsolódó szolgáltatást is blokkoltak a nemzeti engedélyeztetésük híján. A korlátozást 2020. november 10-én oldották fel.

## Bahrein
2016 júniusában kiderült, hogy egyes bahreini internetszolgáltatók elkezdték blokkolni a Telegramot.

## Brazília
2022 februárjában Braziliában a legfelsőbb szövetségi bíróság bejelentette, hogy 3 telegram csatornát, amelyek állítólag részt vesznek álhírek terjesztésében, regionálisan blokkoltak a kérésükre, a Telegram 48 órára történő felfüggesztésének büntetése mellett. Ez a döntés magában foglalta a szélsőjobboldali újságíró, Allan dos Santos egyik csatornáját is, akinek már korábban, a honlapját (Terça Livre) és a YouTube-csatornáját, egy legfelsőbb szövetségi bírósági határozat alapján törölték.
Március 18-án a legfelsőbb szövetségi bíróság elrendelte a szolgáltatáshoz való minden hozzáférés felfüggesztését, azt állítva, hogy a platform többször figyelmen kívül hagyta a bíróság döntéseit. A legfelsőbb szövetségi bíróság döntését követően a Telegram alapítója és vezérigazgatója, Pavel Durov azt állította, hogy a bíróság egy régi, már nem használatos e-mail címre küldte az e-maileket, amelyet a Telegram nem ellenőrzött, és ezért kérte a döntés felülvizsgálatát. A tilalmat két nappal később feloldották.

## India
2019-ben jelentették, hogy egyes indiai internetszolgáltatók blokkolják a Telegram forgalmát, beleértve a hivatalos honlapját is. Az Internet Freedom Foundation, egy indiai digitális szabadságjogokat védő szervezet kérdést intézett a távközlési minisztériumhoz (DoT), hogy betiltotta-e a Telegramot, vagy felszólította-e az internetszolgáltatókat a forgalom blokkolására. A DoT válaszában közölte, hogy nincs információja arról, hogy az internetszolgáltatók korlátoznák, blokkolnák a Telegramot.
A keralai legfelsőbb bíróság kikérte a központi kormány álláspontját az állítólagos gyermekbántalmazást is bemutató videók terjesztése miatt a Telegram betiltására irányuló kérelem kapcsán.

## Indonézia
2017. július 14-én az indonéz kommunikációs és információs minisztérium tizenegy Telegramhoz kapcsolódó domain név szervert tiltott be azzal a fenyegetéssel kiegészítve, hogy az összes Telegram alkalmazástól megvonják az engedélyt Indonéziában, ha a Telegram nem készít szabványos működési protokollt az alkalmazásokban található, jogellenesnek ítélt tartalmak megszüntetési lehetőségére. 2017 augusztusában az indonéz kormány engedélyezte a teljes körű hozzáférését a Telegramhoz, miután a Telegram öncenzúrát vállalt a negatívüzenetek, főként a radikalizmust és a terrorizmust magukba foglaló tartalmak kiszűrésére. A Telegram közölte, hogy naponta körülbelül 10 csatornát, illetve csoportot töröltek negatív üzenetnek minősülő tartalmak miatt.

## Irán
A Telegram 2015 májusában kezdett el működni Iránban. 2015 augusztusában az iráni illetékes minisztérium azt állította, hogy a Telegram az iráni kormány kérésére beleegyezett bizonyos korlátozások bevezetésébe Iránban. A Global Voicesban megjelent cikk szerint "egyes felhasználók aggódnak amiatt, hogy a Telegram hajlandó eleget tenni az iráni kormány kérésének, ami a jövőben cinkosságot jelenthet az iráni kormány egyéb cenzúráival, vagy akár lehetővé teszi a kormány számára, hogy hozzáférjen a Telegram iráni felhasználókra vonatkozó adataihoz". A Telegram kijelentette, hogy minden Telegram-csevegés magánterület, és hogy nem dolgoznak fel semmilyen velük kapcsolatos kérést. Csak a nyilvános tartalmakkal kapcsolatos kéréseket dolgozzák fel. 2016 májusában az iráni kormány arra kérte az összes üzenetküldő alkalmazást, köztük a Telegramot is, hogy az összes iráni felhasználó adatait helyezzék át iráni szerverekre. 2017. április 20-án az iráni kormány teljesen blokkolta a Telegram új hanghívásait, egy olyan szolgáltatást, amely lehetővé teszi az egyének számára, hogy biztonságos, végponttól végpontig tartó titkosítással telefonáljanak, és beszélgetéseiket bizalmasan tartsák. Mahmud Vaezi, az iráni elnök kabinetfőnöke szerint a Telegram ingyenes hanghívások blokkolásának oka, hogy az iráni vállalatok megtartsák a hanghívásokból származó bevételt.
2017. december 30-án, az iráni kormányellenes tüntetések idején a Telegram leállította az iráni ellenzék egyik csatornáját, amely Molotov-koktélok rendőrség elleni bevetésére való felhívásokat tett közzé, miután az iráni kormánytól panaszt kapott. Pavel Durov kifejtette, hogy a blokkolás oka az "erőszakra való felhívást tiltó" politika volt, és megerősítette, hogy a helyi hatóságok bírálatát, a status quo megkérdőjelezését és a politikai vitában való részvételt a platform "rendben lévőnek" tekinti, míg az "erőszak népszerűsítését" nem. Az ellenzéki csoport megígérte, hogy betartja a Telegram szabályait, és létrehozott egy új csatornát, amely kevesebb mint 24 óra alatt 700 000 feliratkozót gyűjtött össze. December 31-én az iráni kormány bejelentette, hogy a Telegramot "ideiglenesen korlátozták" a "nyugalom és biztonság biztosítása érdekében", miután a Durovék közölték, hogy nem hajlandóak leállítani a békésen tiltakozó csatornákat. Január 13-án Hasszán Rohani elnök utasítására feloldották az alkalmazás blokkolását, aki szerint "több mint 100 000 munkahely szűnt meg" Iránban a Telegram betiltása miatt. Az ellenzék csatornái továbbra is működhettek.
A 2017-es zavargások végétől számított egy évig az iráni kormány elérhetővé tette a Telegram egy testreszabott változatát, amely az ő domainjük alatt állt.
2018 márciusában Irán külpolitikai és nemzetbiztonsági bizottságának elnöke Alaeddin Boruzserdi bejelentette, hogy a Telegramot célzottan 2018. április 20-ig teljesen blokkolják Iránban, hivatkozva a Telegramnak a téli tüntetések elősegítésében játszott szerepére és a helyi alkalmazások népszerűsítésének szükségességére. Rohani elnök egyetértett azzal, hogy meg kell törni a Telegram monopóliumát Iránban, de fenntartotta álláspontját, miszerint ellenzi az újabb blokádot, és nem tartja azt hatékony intézkedésnek a helyi alkalmazások népszerűsítésére. Mahmud Szadegi iráni parlamenti képviselő megjegyezte, hogy a Telegram 2018. januári két hetes blokkolása alatt 30 millió iráni (a Telegram iráni felhasználóinak 75%-a) nem kezdett helyi üzenetküldő alkalmazásokat használni, hanem VPN-szolgáltatásokhoz fordult a blokk megkerülése érdekében, így a blokkolás hatástalanná vált.
2019-ben Mohammad Ali Movahedi Kermani a teheráni pénteki imában kijelentette, hogy a Telegram haram, azaz tilos dolog az iszlám szerint, és a kínai Nagy Tűzfalhoz hasonló nemzeti információs hálózat kiépítését követelte.
A Telegramot az iráni kormány 2018. május 1-jén blokkolta.
2019. szeptember 27-én korrupció vádjával letartóztatták Bijan Gasemzadeh iráni ügyészt, aki elrendelte a Telegram blokkolását.
Végül nem derült ki, hogy az ellene felhozott vádak összefüggésben álltak-e a Telegram betiltásával.

## Fehéroroszország
A Telegram volt a 2020-2021-es fehéroroszországi tüntetések során az információk megosztásának és a gyűlések koordinálásának kulcsfontosságú platformja. A Telegram egyike volt azon kevés kommunikációs eszközöknek, amelyek elérhetőek voltak Fehéroroszországban az elnökválasztás napját követő háromnapos internetleállás alatt. A választást a választási csalással vádolt Alekszandr Lukasenka fehérorosz elnök nyerte meg. Augusztus 11-én este, miközben az internetlezárás folytatódott, a Telegramot használó fehéroroszországi tiltakozó csevegők 45 százaléka online volt, annak ellenére, hogy a kormányzat megpróbálta blokkolni az online hozzáférést. 2020 októberében az Apple felszólította a Telegramot, hogy távolítson el 3 olyan csatornát, amelyek kiszivárogtatták a fehéroroszországi tüntetésekben részt vevő személyek személyazonosságát.

## Hongkong
A 2019-es hongkongi tüntetések során sok résztvevő a Telegramot használta az elektronikus megfigyelés elkerülésére és a 2019-es hongkongi kiadatási törvénytervezet elleni fellépésük koordinálására. 2019. június 11-én este a hongkongi rendőrség közveszélyokozásra irányuló összeesküvés gyanújával letartóztatta Ivan Ipet, egy 20 000 tagot számláló Telegram-csoport adminisztrátorát, akit arra kényszerített, hogy adja át a csoportdokumentumokat. Másnap a Telegramot "erőteljes" decentralizált szolgáltatásmegtagadási támadás érte. A hackerek úgy próbálták megbénítani a célszervereket, hogy nagyszámú spamkérést küldtek, amelyek többsége a kínai szárazföldről érkezett.
2019. augusztus 28-án a hongkongi internetszolgáltatók szövetsége bejelentette, hogy a hongkongi kormány tervbe vette a Telegram blokkolását.

## Kína
2015 júliusában jelentették, hogy Kína blokkolta a Telegramhoz való hozzáférést. Az állami tulajdonú People's Daily szerint kínai emberi jogi ügyvédek a Telegramot a kínai kormány és a Kínai Kommunista Párt kritizálására használták.

## Kuba
2021 júliusában a kubai kormány blokkolta a hozzáférést több közösségi médiaplatformhoz, köztük a Telegramhoz is, hogy megfékezze az ellenőrizetlen információáramlást a kormányellenes tüntetések idején.

## Németország
Németországban a Telegram a szélsőséges körök, különösen az összeesküvéselmélet-hívők és a szélsőjobboldali csoportok kedvelt kommunikációs platformja. Amikor a digitális világ szabályozásáról van szó, az amerikai nagyvállalatok, a Google, a Facebook és társaik folyamatos egyeztetéseket folytatnak a politikusokkal. A Telegrammal kapcsolatban azonban a német kormány problémája az, hogy bár több millió német felhasználója van, örül, ha egyáltalán kapcsolatba tud kerülni a képviselőivel. Vezető német politikusok 2021 óta próbálták szigorítani a Telegram üzenetküldő szolgáltatásra vonatkozó szabályokat.
A Telegramot Németországban a Covid19 korlátozások idején azzal vádolták, hogy alapját képzi az oltásellenes összeesküvés-elméleteket vallók egyre terebélyesedő szubkultúrájának. A vád szerint a platform azoknak az oltáselleneseknek lett a mozgósító eszköze, akik a Telegramot használják mind a vakcinák állítólagos veszélyeiről szóló hírek terjesztésére mind a gyakran erőszakba torkolló tüntetések szervezésére. A Bundesamt für Justiz és Georg Maier türingiai belügyminiszter a Telegramra nem egyszerűen, mint egy üzenetküldő szolgáltatásra tekintett, hanem mint közösségi platformra, amelyre a hálózatkezelési törvényt kellene alkalmazni. A többi közösségi médiához hasonlóan ezért a Telegramnak is meg kéne felelnie a bűncselekményt tartalmazó tartalmak gyors törlési kötelezettségének. Ezenfelül egy könnyen hozzáférhető bejelentési csatornát kellene létrehozni a büntetőeljárás alá vonható tartalmakra vonatkozóan, és meghatalmazott képviselőket kellene kijelölni a német bíróságoktól érkező megkeresések kezelésére. Mivel a Telegram a fenti kritériumok egyikének sem tett eleget, ezért büntetőeljárást foganasítottak ellene. Marco Buschmann szövetségi igazságügyi miniszter végrehajtási és büntetőeljárással fenyegette meg a Telegramot. A Szövetségi Nyomozóiroda munkacsoportot hozott létre a Telegram bűnügyi tartalmának kezelésére. Ez együttműködik a tartományi rendőri erőkkel és a kiberbűnözés elleni központi hivatallal.
2022. február 11-én a német kormány bejelentette, hogy 64 Telegram-csatornát, amelyek potenciálisan sértik a gyűlöletbeszéd elleni német törvényeket, kérésükre töröltek. Ezek közé tartozott Hildmann Attila, egy magát nacionalistának valló személy, csatornája is, aki antiszemita összeesküvés-elméleteket osztott meg csatornáján keresztül.
Ezt követően a Telegram beleegyezett, hogy együttműködik a német kormánnyal, és a jövőben törli a potenciálisan illegális tartalmú csatornákat.

## Oroszország
A Telegram rövid időn belül rendkívüli népszerűségre tett szert Oroszországban. Dimitrij Peszkov, Putyin orosz elnök szóvivője, 2017 elején az RBK című lapnak adott interjújában megemlítette, hogy a Telegramot a Kremlben is előszeretettel használják a belső kommunikációra.
Azonban a 2017-es szentpétervári terrortámadást követően, április elején, a Roszkomnadzor ("Szövetségi Hírközlési, Informatikai és Közmédia Felügyeleti Szolgálat", orosz nevéből rövidítve Roszkomnadzor, oroszul: Роскомнадзор; a KGB utódszervezete) nyomatékosan felszólította a Telegramot, hogy a rajta bonyolított magánbeszélgetések dekódolásához szükséges titkos kulcsa másolatát bocsássa rendelkezésére. 2017. május 16-án az orosz média arról számolt be, hogy kérése megtagadása miatt a Roszkomnadzor a Telegram betiltásával fenyegetőzik.
A tiltás érvényesítését a szolgáltatáshoz kapcsolódó több mint 19 millió IP-cím blokkolásával próbálták elérni. Ezek között azonban az Amazon Web Services és a Google Cloud Platform által használtak is szerepeltek, mivel a Telegram ezeket a szolgáltatókat használja az üzenetek továbbítására. Ez nem szándékolt járulékos károkhoz vezetett, mivel a platformokat más szolgáltatások is használták az országban, többek között a kiskereskedelem, a Mastercard SecureCode és a Mail.ru Tamtam üzenetküldő szolgáltatása. A felhasználók VPN-eket használtak a tilalom megkerülésére.
2018. március 28-án a Roszkomnadzor jogilag kötelező érvényű levelet küldött az Apple-nek, amelyben arra kérte, hogy távolítsa el az alkalmazást az App Store orosz verziójából, és tiltsa meg a push-értesítések küldését azoknak a helyi felhasználóknak, akik már letöltötték az alkalmazást.
2018. április 13-án egy moszkvai bíróság betiltotta a Telegramot Oroszországban, mivel az nem volt hajlandó hozzáférést biztosítani a Szövetségi Biztonsági Szolgálat (orosz rövidítése FSZB, a KGB utóda) számára sem a felhasználói kommunikáció megtekintéséhez szükséges titkosítási kulcsokhoz, amit a szövetségi terrorizmusellenes törvény írt elő.
2018. április 17-én az orosz hatóságok arra kérték az Apple-t és a Google-t, hogy vonják ki a szolgáltatást az áruházaikból, valamint az APKMirrorból, azonban az Apple és a Google elutasította a kérést.
Ezt követően az orosz hatóságok megpróbálták teljesen blokkolni a Telegramot, válaszul 2018. április 30-án mintegy tízezer ember tiltakozott a moszkvai Szaharov téren a hatóság blokkolási kísérletei ellen.
2018. december 27-én a legnagyobb oroszországi keresőmotor, a Yandex eltávolította a telegram.org-ot a keresési találatai közül.
2020. június 18-án az orosz kormány feloldotta a Telegramra vonatkozó tilalmat, miután az beleegyezett, hogy "segít a szélsőségekkel kapcsolatos nyomozásokban".
A Telegram legalizálását követően rendkívül népszerűvé vált Oroszországban, sőt Oroszország mellett a szomszédos Fehéroroszországban és Ukrajnában is. Csupán Oroszországban 30 millió felhasználója lett már 2020 őszére.

## Pakisztán
2017 októberében a Telegram nem volt elérhető a pakisztáni felhasználók számára, 2017. november 18-tól pedig a PTA, Pakisztán legnagyobb internetszolgáltatója, a PTCL internethálózaton teljesen letiltotta a Telegramot. Erről a PTCL tweeterben küldött értesítést a felhasználóinak.

## Thaiföld
2020. október 19-én a nemzeti műsorszolgáltatási és távközlési bizottság elrendelte a Telegram blokkolását a 2020-as thaiföldi tüntetéseken való felhasználása miatt.

## Fordítás
Ez a szócikk részben vagy egészben  a   Government censorship of Telegram Messenger című angol Wikipédia-szócikk fordításán alapul.  Az eredeti cikk szerkesztőit annak laptörténete sorolja fel. Ez a jelzés csupán a megfogalmazás eredetét és a szerzői jogokat jelzi, nem szolgál a cikkben szereplő információk forrásmegjelöléseként.